# Eurytoma yagii
Eurytoma yagii är en stekelart som beskrevs av Ishii 1938. Eurytoma yagii ingår i släktet Eurytoma och familjen kragglanssteklar. Inga underarter finns listade i Catalogue of Life.